# Üregi nyúl
Az üregi nyúl (Oryctolagus cuniculus) az emlősök (Mammalia) osztályának nyúlalakúak (Lagomorpha) rendjébe, ezen belül a nyúlfélék (Leporidae) családjába tartozó Oryctolagus emlősnem egyetlen faja.

## Előfordulása
Eredetileg csak az Ibériai-félszigeten és Északnyugat-Afrikában volt megtalálható, ma azonban széles körben elterjedt Európa csaknem minden részén, keleten egészen Ukrajnáig. Magyarországon közönséges. Ezen kívül számos országba és szigetre, például Ausztráliába, Új-Zélandra, Chilébe, a Falkland-szigetekre, Namíbiába, a Dél-afrikai Köztársaságba és az Amerikai Egyesült Államokba betelepítették.

## Alfajai
- Oryctolagus cuniculus algirus
- Oryctolagus cuniculus brachyotus
- Oryctolagus cuniculus cnossius
- Oryctolagus cuniculus cuniculus
- Oryctolagus cuniculus habetensis
- Oryctolagus cuniculus huxleyi

## Megjelenése
A hím eléri a 40-45,5 centimétert, a nőstény valamivel rövidebb. Magassága 7,5-9,5 centiméter, farokhossza 4-8 centiméter, fülhossza 6-7 centiméter és hátsóláb-hossza 7,5-9,5 centiméter. A testtömege 1,3-2,2 kilogramm is lehet, a nőstény kisebb a hímnél. Az üregi nyúl kisebb a mezei nyúlnál. Tarkóján barna színű, háromszög alakú folt van, testének többi része szürke. Fülhegye barna, a farok felső oldala fekete. A füle jóval rövidebb, mint a mezei nyúlé, amely előrehajtva nem éri el az orr hegyét. Az üregi nyúl feje gömbölyűbb.

## Életmódja

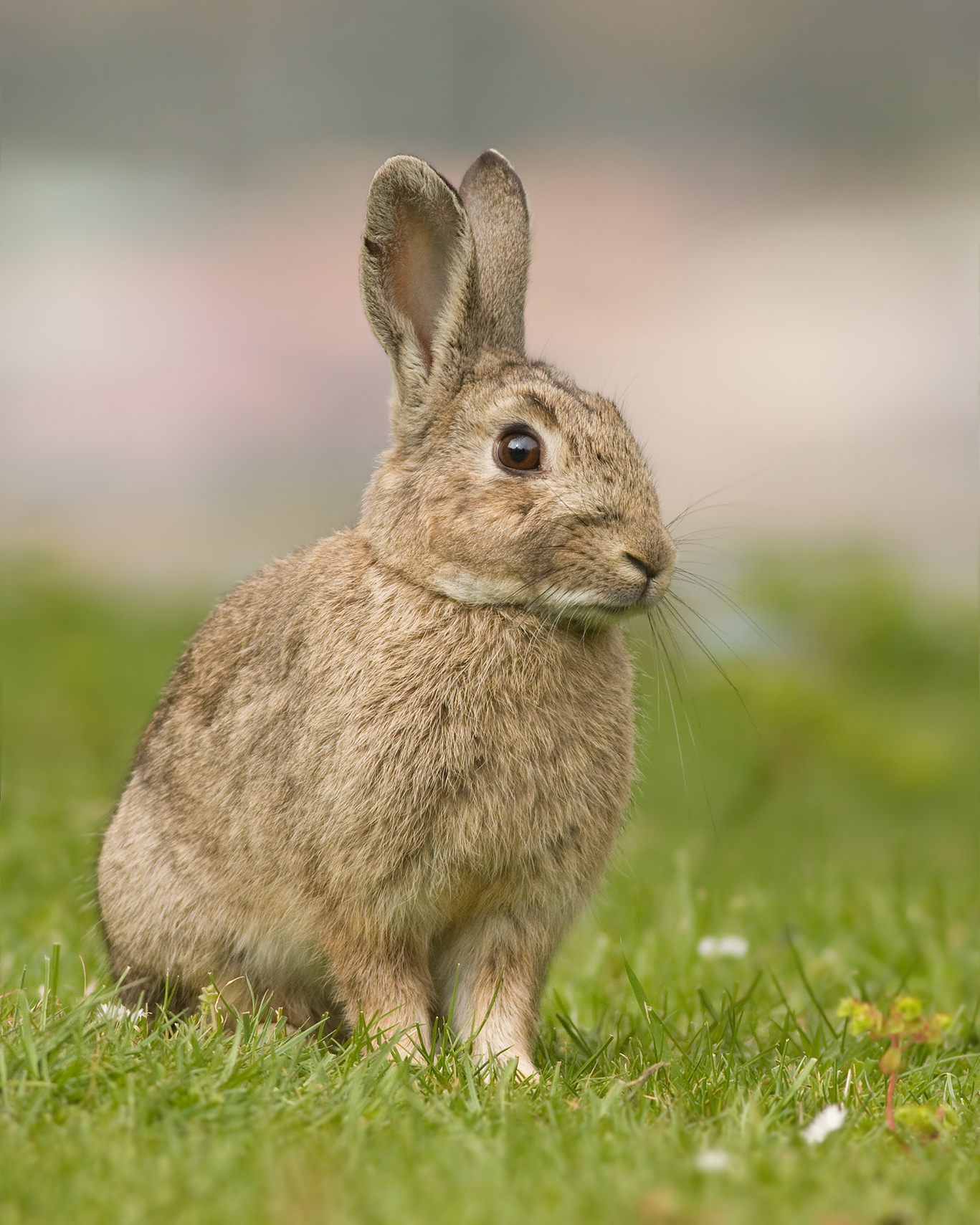
Üregi nyúl

Az állat társas, nagy közösségekben él. A kolónián belül nagycsaládokban élnek. Egy-egy hím általában több nőstényből álló háremet tart. Együtt védik meg területüket a szomszédos családokkal szemben. Nemcsak a családokon belül jellemző a szigorú hierarchikus rend, hanem a csoportok között is. A legerősebb hímet illeti a legkedvezőbb hely, mellette telepszik meg a második legerősebb csoport és így tovább. Az alacsonyabb rangú családoknak be kell érniük a kevésbé megfelelő, szélső területekkel. Territoriális viselkedésük a szaporodási időszak alatt a legkifejezettebb. Emiatt ha nagy az állománysűrűség, az alacsonyabb rangú nőstényeknek nem születik utódja, vagy csak keveset fialnak.
Dombvidéken, laza homokos talajokon mindenütt otthonos, itt készíti tágabb, katlanban végződő föld alatti lakását. Kedvenc élőhelye a rövid füvű puszták, bokros legelők, de a kedvező fekvésű fenyvesek széle is. Nagyfokú alkalmazkodóképességére utal, hogy még repülőtereken és nagyvárosi parkokban is előfordul. Ahol nem tud üreget ásni, ott farakások alatt, tárolóhelyek réseiben, vasúti berendezések rejtekében bújik meg, vagy másféle búvóhelyet keres magának. Az üregi nyulak a vacokban alszanak, és hozzák világra kölykeiket.
Túlnyomórészt alkonyatkor és éjjel mozognak. Ha nem zavarják őket, néha nap közben is előbújnak. A meleg, száraz időt kedvelik, esőben viszont nem szívesen hagyják el üregüket. Az üregi nyúl territóriuma határát szagjelekkel tűzi ki. Különleges bélmirigyeik segítségével az egyedek mind másként jelölik ürülékbogyóikat, majd a terület határán vagy egy feltűnő, gyakran látogatott helyen pottyantják el.
Bár az üregi nyúl elsősorban szaglás útján tájékozódik, a látásnak is fontos szerep jut: meneküléskor magasra dobja a farkát, úgy, hogy annak alsó része fehéren kiviláglik, társai tehát könnyen tudják követni. Cikcakk vonalban menekül, hogy megszabaduljon ellenségétől. Mivel látómezeje 360 fokos (felágaskodva teljesen körbelát, csakúgy, mint a mezei nyúl), futás közben is szemmel tudja tartani üldözőjét. Veszély esetén hátsó lábával dobol a földön. Így figyelmezteti fajtársait, azok pedig villámgyorsan eltűnnek az üregben. Ha dobolás közben hátsó lábukra egyenesednek, az a súlyos veszély jelzése.
Tápláléka főleg fűfélék, lóhere, fakéreg, gyökerek és lágyszárú növények; az ember által termesztett növényeket: gabona és zöldségek sem veti meg. Kártétele hasonlít a mezei nyúléhoz. A fiatal fák kérgét elsősorban télen rágja le.
A kifejlett üregi nyúlnak kevés ellensége van, a beteg vagy fiatal állatokat azonban gyakran ejti zsákmányul róka, hermelin, közönséges görény vagy macska, de a héja és az uhu is elkapja őket; főként mégis a betegségek tizedelik. Ahol gyakori, némelyik ragadozó egy időre csakis rá vadászik.

## Szaporodása
Az ivarérettséget 4-5 hónapos korban éri el. A párzási időszak főleg tavasszal és nyáron van. A vemhesség 28-31 napig tart, ennek végén 2-8 utód jön a világra. A vemhességi idő nagyobb állománysűrűségnél ennél is kevesebbre csökkenhet. Az utódok külön föld alatti üregekben, a számukra kialakított fészekben nevelkednek, ahol éjszakánként csak egyszer, 5 percig kapnak szopni. Születésükkor csupaszok, szemük zárt, de három hét után már el is hagyják az üreget. Még egy hét, és maguknak kell gondoskodniuk táplálékukról, hiszen anyjuk már a következő alommal foglalkozik. Az évente felnevelt fiatalok száma erősen függ a közösség állapotától. Ha még kevesen és gyarapodófélben vannak, egy nőstény akár évi 30 utódot is sikeresen felnevelhet, míg nagy egyedsűrűség esetén jóval kevesebbet. Önmagában ez a szabályozás azonban általában nem elegendő. Ha túlszaporodnak, járványok törnek ki, mint például a myxomatózis, ami az öreg nyulak többségének gyötrelmes pusztulását okozza. Az állomány helyenként meg is semmisülhet, és sokáig elhúzódhat, mire teljesen felépül. Például a walesi üreginyúl-populáció is így omlott össze néhány évtizede, és az üregi nyulak száma még 20 évvel később sem közelítette meg a nagy járvány előtti állapotot.

## Érdekességek
Vadásszák, húsa ízletes, bundája keresett. Az üregi nyúl háziasított alakja a házi nyúl (Oryctolagus cuniculus domestica).

## Egyéb
Az állat eredetileg az Ibériai-félszigetről származik. Már a római korban megkezdődött háziasítása, mert zsenge húsát igen nagyra értékelték. Minthogy elejtése nehéz volt, a nyulakat a kizárólag számukra berendezett nagy karámokban, az úgynevezett leporáriákban tartották. Az embriók és az újszülött példányok különleges csemegének számítottak. A nyúltartással akkoriban sokat foglalkoztak. Ez folytatódott a középkorban is, ugyanis a szopós nyúl engedélyezett böjti eledelnek számított. A faj Közép- és Nyugat-Európában ily módon az ember segítségével terjedt el. A kolóniák először csak a nyúlketrecekre korlátozódtak, de az elszabadult példányok hamarosan vadon élő állományokat hoztak létre. Mai elterjedése tehát lényegében honosítás eredménye. Az utolsó két évszázadban ráadásul tengerentúli országokba is betelepítették, méghozzá olyan sikerrel, hogy Ausztráliában valóságos irtóhadjáratot indítottak a jövevények ellen, mivel lelegelték a füvet a juhok elől.

## Természetvédelmi helyzete
A betelepítések következtében széles körben elterjedt, sőt kártevőnek számít a világ nagy részén, eredeti élőhelyén azonban visszaszorulóban van különféle betegségek és a vadászat következtében. A Természetvédelmi Világszövetség emiatt – az idegen területek üregi nyulait nem számítva – veszélyeztetettnek tekinti a fajt.

## Képek
|  |  |

## Magyar szakirodalom
- Faragó, S. 1985. Az üregi nyúl (Oryctolagus cuniculus L. 1758) Magyarországon. Nimród Fórum: 5-12 (1985. június)